# دایانا هاردکسل
دایانا هاردکسل (به انگلیسی: Diana Hardcastle) بازیگر انگلیسی است.
از فیلم‌های معروف او می‌توان به بازی در فیلم یک زن خوب، مردم خوب عروسی جنی و رایلی، تک‌خال جاسوس‌ها اشاره کرد.